# 흰뺨마카크
흰뺨마카크(Macaca leucogenys)는 티베트 남동부 모퉈현과 인도 북동부 아루나찰프라데시주에서만 발견되는 마카크 종입니다. 흰뺨마카크는 열대 우림부터 1차 및 2차 상록활엽수림 그리고 활엽수와 침엽수가 섞인 혼합림에 이르기까지 다양한 삼림 서식지에서 서식한다. 2015년 중국 영장류학자인 청 리(Cheng Li), 차오 자오(Chao Zhao), 펑페이 판(Peng-Fei Fan)이 미국 영장류학 저널에 처음 보고했다. 흰뺨마카크는 마카크속에 속하는 현존하는 23종 중 하나로 과학계에 공식적으로 보고된 가장 최근의 종이다. 흰뺨마카크의 정확한 보전상태는 아직 밝혀지지 않았지만, 이 지역에 서식하는 다른 영장류와 마찬가지로 밀렵과 삼림 벌채 그리고 인간의 서식지 개발 증가로 위협받고 있을 가능성이 높다.

## 발견

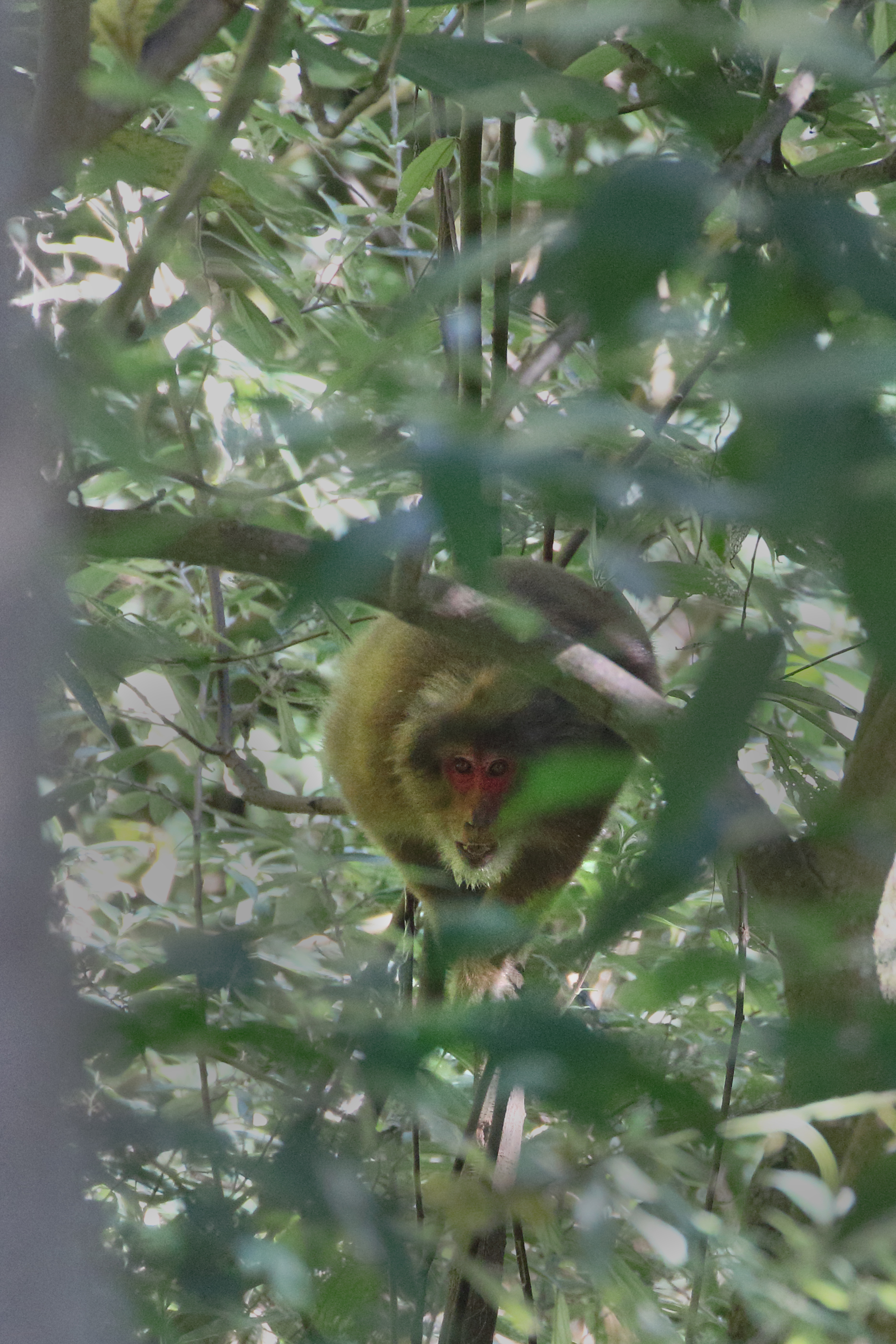
인도 아루나찰프라데시주 와롱의 흰뺨원숭이

흰뺨마카크는 2015년에 발견하여 기재했다. 표본은 그 이전부터 관찰되고 알려져 있었지만, 아삼마카크 종에 속하는 것으로 간주했다. 티베트에서 촬영된 일련의 카메라 트랩 영상에서 아삼마카크와 테이프에 포착된 동물 사이에 수많은 신체적 차이점(더 뚜렷한 수염, 더 두꺼운 목털, 생식기 모양의 차이 등)이 드러나자, 중국의 영장류학자들이 흰뺨마카크를 신종으로 선언했다. 이들의 연구와 일련의 사진들은 2015년 7월호 미국 영장류학 저널에 게재되었다.
2016년 4월, 야생동물 사진작가와 생물학자 그룹이 인도 아루나찰프라데시에서 흰뺨마카크를 발견하고 사진을 찍었다. 이 목격 이전에는 흰뺨마카크가 티베트에만 서식하는 것으로 여겨졌다.

## 특징
생리학적으로 흰뺨마카크는 마카크속의 다른 종과 유사하다. 튼튼하고 꼬리가 짧다. 외형적으로는 아삼마카크와 매우 유사하며, 이는 최근까지 두 종이 같은 종으로 여겨졌던 이유 중 하나이다. 두 종 사이의 주요 차이점은 흰뺨마카크의 얼굴에 다른 종에서는 볼 수 없는 흰색의 길쭉한 수염이 있다는 것이다. 수염은 성숙기에 접어들면서 자라기 시작하여 결국 얼굴 전체를 덮어 얼굴이 둥글게 보인다. 흰뺨마카크는 목을 따라 숱이 많은 털이 자라는 반면, 짧은 꼬리에는 털이 자란다. 또한, 두 종의 생식기 모양에도 뚜렷한 차이가 있다. 아삼마카크의 화살표 모양 구조와는 달리, 흰뺨마카크는 더 둥근 구조를 가지고 있다. 이것은 과학자들이 자신들이 새로운 종을 다루고 있다는 것을 깨닫는 데 도움이 되는 주요 특징 중 하나였다.

## 생태
흰뺨마카크는 해발 1,395m의 열대 우림부터 해발 2,420m까지의 1차 및 2차 상록활엽수림, 그리고 해발 2,700m의 활엽수-침엽수 혼합림에서 관찰된다. 티베트 모퉈현의 숲은 야를룽장보 대협곡 자연보호구역의 보호를 받고 있다. 흰뺨마카크는 여러 수컷과 여러 암컷으로 이루어진 작은 무리를 지어 서식하는 것으로 추정된다. 흰뺨마카크는 사람의 존재를 감지하면 시끄럽고 높은 음조의 경고음을 내고 도망가 나무 위로 올라간다. 이 소리는 아삼마카크의 울음소리 빈도와 다르다.